# LNB Pro A 2025-26
La LNB Pro A 2025-2026, denominada por motivos de patrocinio Betclic Élite, será la edición número 104 de la Pro A, la máxima competición de baloncesto de Francia. La temporada regular comenzará el 20 de septiembre de 2025 y finalizará con los playoffs en junio de 2026.

## Equipos temporada 2025-26
| Equipo                   | Ciudad           | Pabellón                                     | Capacidad   |
| ------------------------ | ---------------- | -------------------------------------------- | ----------- |
| AS Monaco Basket         | Mónaco           | Salle Gaston Médecin                         | 5000        |
| ASVEL                    | Villeurbanne     | Astroballe                                   | 5556        |
| BCM Gravelines-Dunkerque | Gravelines       | Sportica                                     | 3043        |
| Boulazac                 | Boulazac         | Le Palio                                     | 5069        |
| Cholet Basket            | Cholet           | La Meilleraie                                | 5191        |
| Élan Chalon              | Chalon-sur-Saône | Le Colisée                                   | 4540        |
| ESSM Le Portel           | Le Portel        | Chaudron                                     | 3500        |
| JDA Dijon Basket         | Dijon            | Palais des Sports Jean-Michel Geoffroy       | 4628        |
| JL Bourg-en-Bresse       | Bourg-en-Bresse  | Ekinox                                       | 3548        |
| Le Mans Sarthe Basket    | Le Mans          | Antarès                                      | 6023        |
| Limoges CSP              | Limoges          | Beaublanc                                    | 5516        |
| Nanterre 92              | Nanterre         | Palais des Sports / Halle Georges Carpentier | 3000 / 5009 |
| Paris Basketball         | Paris            | Halle Georges-Carpentier                     | 4746        |
| Saint-Quentin            | San Quintín      | Palais des sports Pierre Rate                | 3800        |
| SIG Basket               | Strasbourg       | Rhénus Sport                                 | 6200        |
| SLUC Nancy               | Nancy            | Palais des sports Jean-Weille                | 6041        |

## Temporada regular

### Clasificación
Actualizada a:
| Pos. | Equipo                   | PJ | G | P | PF | PC | DP | Pts | Clasificación o descenso              |
| ---- | ------------------------ | -- | - | - | -- | -- | -- | --- | ------------------------------------- |
| 1    | Paris Basketball         | 0  | 0 | 0 | 0  | 0  | 0  | 0   | Clasificado para playoffs             |
| 2    | LDLC ASVEL               | 0  | 0 | 0 | 0  | 0  | 0  | 0   | Clasificado para playoffs             |
| 3    | AS Monaco                | 0  | 0 | 0 | 0  | 0  | 0  | 0   | Clasificado para playoffs             |
| 4    | Cholet                   | 0  | 0 | 0 | 0  | 0  | 0  | 0   | Clasificado para playoffs             |
| 5    | JL Bourg                 | 0  | 0 | 0 | 0  | 0  | 0  | 0   | Clasificado para playoffs             |
| 6    | Le Mans Sarthe           | 0  | 0 | 0 | 0  | 0  | 0  | 0   | Clasificado para playoffs             |
| 7    | Élan Chalon              | 0  | 0 | 0 | 0  | 0  | 0  | 0   | Clasificado para play-in              |
| 8    | JDA Dijon                | 0  | 0 | 0 | 0  | 0  | 0  | 0   | Clasificado para play-in              |
| 9    | SLUC Nancy               | 0  | 0 | 0 | 0  | 0  | 0  | 0   | Clasificado para play-in              |
| 10   | Saint-Quentin            | 0  | 0 | 0 | 0  | 0  | 0  | 0   | Clasificado para play-in              |
| 11   | BCM Gravelines-Dunkerque | 0  | 0 | 0 | 0  | 0  | 0  | 0   |                                       |
| 12   | SIG Strasbourg           | 0  | 0 | 0 | 0  | 0  | 0  | 0   |                                       |
| 13   | Nanterre 92              | 0  | 0 | 0 | 0  | 0  | 0  | 0   |                                       |
| 14   | Limoges CSP              | 0  | 0 | 0 | 0  | 0  | 0  | 0   |                                       |
| 15   | ESSM Le Portel           | 0  | 0 | 0 | 0  | 0  | 0  | 0   | Clasificado para playoffs de descenso |
| 16   | Boulazac                 | 0  | 0 | 0 | 0  | 0  | 0  | 0   | Descenso a Pro B                      |

 Fuente: LNB.fr